# De Akker Team
La De Akker Team, talvolta chiamata De Akker Bologna o più semplicemente De Akker, è un club che si interessa di sport acquatici con sede a Bologna.

## Storia
La sezione pallanuotistica della De Akker nasce nel 2017, dopo una scalata vincente nelle serie minori, nella stagione 2020-2021 approda in Serie A2, dove però nonostante aver centrato i playoff alla prima stagione, perde la finale promozione a favore dell'Anzio Waterpolis. La stagione successiva si rivela quella vincente in quanto la formazione bolognese riesce a conquistare la promozione in  Serie A1, battendo in finale playoff la Canottieri Napoli. Nella stagione 2022-2023 riesce a confermare la propria presenza in serie A1 vincendo la semifinale playout contro la Rari Nantes Salerno.
Nel 2023 ingloba la Associazione Sportiva President Bologna che entra quindi a far parte dell'organico De Akker a partire dalla stagione 2023-2024. L'8 maggio 2024 la formazione felsinea, battendo per 8-7 la Pallanuoto Trieste nel corso dei play-off, si assicura un posto nella LEN Euro Cup, prima volta in assoluto per una formazione emiliana.

## Rosa 2025-2026
| N° |                     | Ruolo | Giocatore           |
| -- | ------------------- | ----- | ------------------- |
|    | Italia (bandiera)   | P     | Rocco Valle         |
|    | Italia (bandiera)   | P     | Matteo Pederielli   |
|    | Italia (bandiera)   | P     | Simone Santini      |
|    | Croazia (bandiera)  | D     | Kristijan Milakovic |
|    | Italia (bandiera)   | CB    | Niccolò di Murro    |
|    | Italia (bandiera)   | D     | Andrea Urbinati     |
|    | Italia (bandiera)   | D     | Mattia Martini      |
|    | Italia (bandiera)   | A     | Francesco Lucci     |
|    | Ungheria (bandiera) | A     | Balazs Erdelyi      |

| N° |                                 | Ruolo | Giocatore          |
| -- | ------------------------------- | ----- | ------------------ |
|    | Stati Uniti (bandiera)          | A     | Jackson Painter    |
|    | Italia (bandiera)               | A     | Marco Stocco       |
|    | Paesi Bassi (bandiera)          | CB    | Jeroen Rouwenhorst |
|    | Italia (bandiera)               | A     | Gregorio Bardulla  |
|    | Italia (bandiera)               | CV    | Matteo Bragantini  |
|    | Italia (bandiera)               | CB    | Dash McFarland     |
|    | Bosnia ed Erzegovina (bandiera) | D     | Luka Barovic       |
|    | Italia (bandiera)               | A     | Edoardo Campopiano |
|    | Giappone (bandiera)             | CV    | Keita Takeuchi     |

- Allenatore:  Federico Mistrangelo